# Idiothele nigrofulva
Idiothele nigrofulva is een spinnensoort uit de familie van de vogelspinnen (Theraphosidae).
De wetenschappelijke naam van de soort werd in 1898 als Pterinochilus nigrofulvus gepubliceerd door Reginald Innes Pocock.